# Kirchspiel Harsewinkel
Kirchspiel Harsewinkel war bis 1937 eine Gemeinde im Kreis Warendorf im Regierungsbezirk Münster der preußischen Provinz Westfalen. Die Gemeinde war eine der im Münsterland mehrfach vorkommenden „Kirchspielgemeinden“, die das bäuerliche Umland eines städtischen Kirchorts umfassten. Ihr Gebiet gehört heute zur Stadt Harsewinkel im nordrhein-westfälischen Kreis Gütersloh.

## Geografie
Die Gemeinde Kirchspiel Harsewinkel umschloss ringförmig die Stadt Harsewinkel und besaß eine Fläche von 54 km². Zur Gemeinde gehörten die drei Bauerschaften Beller, Rheda und Überems.

## Geschichte
Das Gebiet der Gemeinde Kirchspiel Harsewinkel gehörte nach der Napoleonischen Zeit zunächst zur Bürgermeisterei Harsewinkel im 1816 gegründeten Kreis Warendorf. Mit der Einführung der Westfälischen Landgemeindeordnung wurde Anfang der 1840er-Jahre aus der Bürgermeisterei Harsewinkel das Amt Harsewinkel gebildet, zu dem die Stadt Harsewinkel sowie die Gemeinden Marienfeld, Greffen und Kirchspiel Harsewinkel gehörten. 1910 hatte die Gemeinde Kirchspiel Harsewinkel 948 Einwohner. Zum 1. April 1937 wurde sie in die Stadt Harsewinkel eingemeindet. Die Stadt Harsewinkel gehört seit 1973 zum Kreis Gütersloh im Regierungsbezirk Detmold.

## Einwohnerentwicklung
| Jahr | Einwohner | Quelle |
| ---- | --------- | ------ |
| 1858 | 1568      | [ 5 ]  |
| 1871 | 1429      | [ 6 ]  |
| 1885 | 1388      | [ 7 ]  |
| 1895 | 1372      | [ 8 ]  |
| 1910 | 1633      | [ 9 ]  |
| 1933 | 2051      | [ 1 ]  |